# إنتروبيا
الاعتلاج أو القصور الحراري (بالإنجليزية: Entropy) وتعرَّب إلى الإنتروبية أو الأنطروب، أصل الكلمة مأخوذ عن اليونانية ومعناها «تحول». وهو مفهوم هام في التحريك الحراري، وخاصة للقانون الثاني الذي يتعامل مع العمليات الفيزيائية للأنظمة الكبيرة المكونة من جزيئات بالغة الأعداد ويبحث سلوكها كعملية تحدث تلقائيا أم لا. ينص القانون الثاني للديناميكا الحرارية على مبدأ أساسي يقول: أي تغير يحدث تلقائيا في نظام فيزيائي لا بد وأن يصحبه ازدياد في مقدار «إنتروبيته».
يميل أي نظام مغلق إلى التغير أو التحول تلقائياً بزيادة أنتروبيته حتى يصل إلى حالة توزيع متساو في جميع أجزائه، مثل تساوي
درجة الحرارة، وتساوي الضغط، وتساوي الكثافة وغير تلك الصفات في نظام ما. وقد يحتاج النظام المعزول للوصول إلى هذا التوازن بعضا من الوقت. مثال على ذلك إلقاء قطرة من الحبر الأزرق في كوب ماء؛ نلاحظ أن قطرة الحبر تذوب وتنتشر رويدا رويدا في الماء حتي يصبح كل جزء من الماء متجانسا بما فيه من حبر وماء، فنقول أن أنتروبية النظام تزايدت (أي زادت العشوائية فيه، فلا يوجد به منطقة عالية التركيز وأخرى منخفضة التركيز، توزيع الحبر في الماء متساو). أي أن مجموع إنتروبية نقطة الحبر النقية + إنتروبية الماء النقي تكون أقل من إنتروبية النظام «حبر ذائب في ماء». وماذا عن عكس العملية ؟ أي محاولة فصل الحبر الذائب عن الماء. فهذه العملية يتبعها خفض لأنتروبيا النظام، وكما نعرف هذا لا يسير وحده طبيعيا؛ فلم نرى في الطبيعة أن يتجمع الحبر ثانيا ويحتل جزءا منفصلا في كوب الماء. ولكننا بأداء شغل يمكن فصلهما ثانيا عن بعض. مثل تسخين المخلوط وتقطيره مثلا. معنى ذلك أن خفض الإنتروبيا لا يتم إلا باستخدام طاقة خارجية، ألا وهي التسخين والتقطير. وهذا مثلا ما نستعمله في تحلية المياه لفصل الملح عن ماء البحر وإنتاج ماء عذبا. ومثال أخر طبيعي إذا وقع كوب زجاجي من أعلى المنضدة على الأرض فإنه يتحطم تماما، أي تكون انتروبيتة الكوب قد زادت. فإذا إردنا إعادة الكوب إلى أصله السليم ثانيا - وهذا لا يحدث ذاتياً في الطبيعة - فإننا لا بد وأن نزاول شغل على النظام ؛ بمعنى أننا نجمع قطع الزجاج المنكسر، ثم صهره في فرن ثم صب الزجاج المنصهر في قالب من جديد، فنحصل على الكوب ثانيا سليم. من هنا اتخذت صفة الإنتروبيا لنظام في الطبيعة أهميتها. فهي تحدد اتجاه سير عملية ما طبيعيا.

بعد إزالة الحائل يشغل الغاز الحجم بالكامل. وبذلك تزيد إنتروبية النظام : أي زيادة هرجلة الذرات.(تجربة جاي لوزاك).

وقد أصبح للإنتروبيا كأحد الصفات الطبيعية لنظام أهمية من خلال علاقة الإنتروبيا بتحول  الطاقة الحرارية إلى شغل ميكانيكي. فنجدها تلعب دورا هاما في تحديد كفاءة آلات، مثل محرك الاحتراق الداخلي ومحرك الديزل وغيرها.
ولوصف مدلول الإنتروبيا نفترض المثال المذكور أعلاه وهو مثال الماء ونقطة الحبر الذائبة فيه فنجد أن اختلاط نقطة الحبر بالماء سهل ويتم طبيعيا، أما إذا أردنا فصل نقطة الحبر ثانيا عن الماء ليصبح لدينا ماء نقي وحبر نقي فتلك عملية صعبة ولا تتم إلا ببذل شغل. فنقول أن حالة المخلوط له إنتروبيا كبيرة، بينما حالة الماء النقي والحبر النقي فهي حالة يكون أنتروبيتها منخفضة.
وتصادفنا مثل تلك العملية عمليات يومية مثل فصل السكر عن محلول قصب السكر، إننا نقوم بذلك عن طريق تبخير المحلول، أي بتسخين المحلول وبذل شغل، أي بذل طاقة، لفصل السكر عن الماء.
وأيضا الكمون الكيميائي ضمن أي نظام فيزيائي أو كيميائي يميل تلقائيا إلى خفض الطاقة الداخلية للنظام إلى أقل ما يمكن، لكي يصل النظام لحالة من التوازن. الإنتروبي ضمن هذا المفهوم هو مقدار تقدم عملية التحول والتوازن هذه.

## الانتروبيا في الديناميكا الحرارية
في الترموديناميكا نقوم بوصف التبادل الحراري (تبادل طاقة) بين النظام والوسط المحيط. وتوجد إمكانيتان للتفاعل بين النظام والوسط المحيط، فإما تستبدل حرارة بينهما أو يستبدل شغل. وعند تبادل الحرارة (طاقة) بينهما يتغير أيضا إنتروبيا النظام وإنتروبيا الوسط المحيط. وعندما يكون مجموع التغير في الإنتروبي لهما موجبا، أي يصل النظام إلى حالة تكثر فيها حالاته الصغرية microstates عن قبل ذلك، نجد أن تغير الأنتروبي يحدث ذاتياً من تلقاء نفسه.

## الحالة الداخلية لنظام

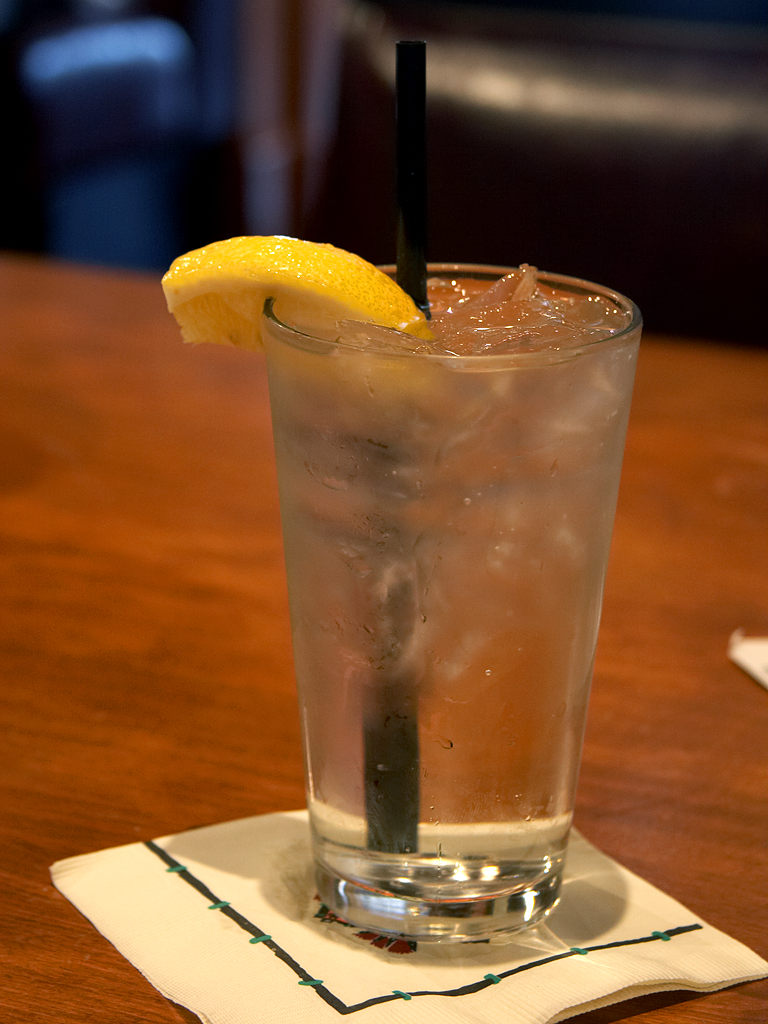
عند انصهار الثلج في كوب مشروب فإن النظام البلوري المنتظم في الثلج يتفكك وينتشر في المشروب: «بهذا تزداد أنتروبية الماء الذي كانت موجودة في الثلج »، (رودولف كلاوزيوس 1862).

يتعامل القانون الأول للديناميكا الحرارية مع مصطلح الطاقة التي تكون عادة محفوظة ضمن نظام فيزيائي مغلق. في نفس الوقت تُعرف الإنتروبيا على أنها تغير وتحول إلى حالة أكثر فوضوية وهرجلة (مثال انتشار نقطة الحبر في الماء) على المستوى الجزيئي في نظام، فالتغيرات التلقائية تميل دوما لكسب مزيد من الحرية لحركة الجزيئات أو الذرات.
فإذا تخيلنا قارورتين تحتوي كل منهما على غاز غير الآخر وفتحنا بينهما فتحة، نجد أن الغازين يبدآن الانتشار في القارورتين والاختلاط. وبعد فترة من الزمن يصل النظام إلى حالة اتزان وتساو في توزيع الجزيئات، أي إذا أخذنا أي سنتيمترا مكعبا من مخلوط الغاز من أي مكان في القارورتين فسوف نجد عددا متساويا من نوعي جزيئات الغازين المخلوطين.
ونتصور الآن أننا نريد فصل الغازين المختلطين في مثالنا السابق الذي هو مثال  لعملية غير عكوسية، واستعملنا ملقاطا لذلك ! نجد أنه عمل مضني. فلا يمكن عكس مسار زيادة إنتروبيا النظام إلا بأداء شغل. ونجد علاقة بين الإنتروبيا والشغل.
يُرمز عادة لالإنتروبيا أو الاعتلاج بالحرف S كأحد المصطلحات الأساسية في التحريك الحراري، وهي تمثل مقدار الطاقة في النظام الفيزيائي التي لا يمكن استخدامها لإنتاج شغل . وحدة الإنتروبيا هي جول/كلفن، حيث أن التغير في الإنتروبي: {\displaystyle {\rm {d}}S={\frac {\delta Q_{\rm {rev}}}{T}}\qquad }. أي يعادل التغير في مقدار حرارة Q النظام مقسوما على درجة الحرارة T (وذلك عندما تكون عملية التحول عكوسية reversible).
في الترموديناميك تشكل الإنتروبية متغيرا فيزيائيا مهما لوصف نظام ترموديناميكي، إلى جانب درجة الحرارة والحجم والضغط والإنثالبي.
أقر نظام الواحدات الدولي أن وحدة الإنتروبيا هي جول لكل كلفن (J·K−1)، وهي نفس واحدة السعة الحرارية، حيث تعتبر الإنتروبية مرافقة conjugate لدرجة الحرارة.

## لماذا الإنتروبيا ؟
الطاقة تتحول من صورة إلى أخرى ولكنها لا تستهلك، أي لا تفنى، فمثلا يمكن للطاقة أن تتحول إلى شغل ديناميكي أو إلى حرارة (هذا ما ينص عليه القانون الأول للديناميكا الحرارية وكذلك ما ينص عليه قانون بقاء الطاقة). خلال عمل محرك يعمل بالبنزين فإنه يستخدم الطاقة المخزونة في الوقود في تحريك السيارة (شغل ميكانيكي) ويطرد بعض الحرارة مع غاز العادم. ونظرا لأن حركة أجزاء السيارة وحركة السيارة نفسها تتحول بالاحتكاك إلى حرارة، فنجد أن الطاقة التي كانت أصلا مخزونة في الوقود تتحول أخيرا إلى حرارة تنتشر في الجو، بصرف النظر عن تحول بعضها إلى طاقة الوضع كصعود جبل أو طاقة خزنت بعضها في بطارية السيارة.
نجد أن الطاقة لا تفنى  وإنما «تتحول» من صورة إلى أخرى. لهذا نحتاج إلى كمية نعرف بها «إمكانية إنتاج شغل» من الطاقة حيث أن كمية الطاقة وحدها لا تعطينا كمية الشغل المستفاد من الطاقة.
فعلى سبيل المثال يوجد في محيطات العالم طاقة مخزونة هائلة. ولكن نظرا لأن درجة حرارة البحار تساوي تقريبا درجة حرارة الجو، فلا يمكننا الاستفادة من الطاقة المخزونة في البحار. لهذا يصبح من المناسب طبقا للمعادلة (1):
{\displaystyle {\rm {d}}S={\frac {\delta Q_{\rm {rev}}}{T}}\qquad (1)}
تعريف «فرق الإنتروبي » {\displaystyle {\rm {T}}\cdot {\rm {\Delta S}}}
بالاستعانة «بالتغير في كمية حرارة » {\displaystyle {\delta Q_{\rm {rev}}}} النظام ودرجة الحرارة T.
(في المعادلة (1) تعني {\displaystyle {\rm {d}}S} تغير الإنتروبي وهو عبارة عن نسبة الحرارة المنتقلة {\displaystyle \delta Q} بين وسطين إلى درجة الحرارة المطلقة {\displaystyle T}).
صاغ العالم رودولف كلاوسيوس معادلة الإنتروبيا هذه وتبين له أنه يمكن تحويل كمية من الحرارة إلى شغل ميكانيكي خلال دورة حيث تنتقل الحرارة من درجة حرارة عالية إلى وسط ذو درجة حرارة منخفضة، وأنه كلما زادت درجة الحرارة الابتدائية في آلة كلما زادت كمية الشغل المكتسبة من فرق درجتي الحرارة الابتدائية والنهائية. (انظر دورة كارنو).
وفي مثالنا السابق عن محرك احتراق داخلي يشتعل الوقود داخل أسطوانة المحرك وتصل درجة حرارة الغاز المحترق بين 2000 و2500 درجة مئوية ويخرج من المحرك وتكون درجة حرارته النهائية قد انخفضت إلى نحو 800 درجة مئوية، ويخرج كغاز عادم. وباستخدام معادلات كلاوسيوس يمكننا تقدير كمية الشغل الناتج الذي يعطيه المحرك على أفضل الشروط.
الطاقة التي زودنا بها المحرك عن طريق الوقود كان لها إنتروبي منخفض بينما حرارة العادم فلها إنتروبي عالي. وعن طريق تعيين الفرق بينهما يمكننا حساب الشغل المكتسب. وطبقا ل القانون الثاني للديناميكا الحرارية يقول أنه في دورة عكوسية يكون الإنتروبي ثابتا، بينما في دورة غير عكوسية فلا بد له من أن يزداد. هذا مايقوله القانون الثاني للديناميكا الحرارية، وهو يعادل المقولة:
«في عملية متساوية درجة الحرارة (T = ثابتة)، والتي تزداد خلالها الطاقة الحرة ({\displaystyle \Delta F>0}) يمكن اكتساب شغل بحد أقصى قدره {\displaystyle \delta A=\Delta F}».
(ملحوظة: هنا تعني A الشغل، وغالبا ما يرمز له بالرمز W. كذلك تستخدم بعض الكتب الفرق في الطاقة الداخلية
{\displaystyle \Delta U} في تلك المعادلة بدلا من الفرق في الطاقة الحرة {\displaystyle \Delta F}).

## تاريخ المصطلح
سنة 1865 استعمل العالم رودولف كلاوسيوس مصطلح الإنتروبي وقدم التعريف التالي لها:

{\displaystyle dS={\frac {dQ}{T}}}
حيث T هي درجة الحرارة وQ مقدار الطاقة الحرارية وS مقدار الإنتروبي. ويمكن تحويل هذه المعادلة لتأخذ بعين الاعتبار قيمة الشغل وذلك عن طريق دالة الكمون الدينامي الحراري التي تعطي عن اعتماد الطاقة الداخلية لنظام على إنتروبيا S النظام وحجمه V:
{\displaystyle U=U(S,V)}
وعندما نقوم بحساب التفاضل الكامل للطاقة الداخلية نحصل على:
{\displaystyle du=({\frac {\partial U}{\partial S}})_{v}dS+({\frac {\partial U}{\partial V}})_{s}dV=TdS-pdV}

أي أن:
{\displaystyle dS={\frac {dU}{T}}+{\frac {p}{T}}dV}
و إذا استعنا بالصيغة التفاضلية للقانون الأول للديناميكا الحرارية:
{\displaystyle dU=dQ-pdV+dW_{dissp}}
حيث {\displaystyle dW_{d}issp=} هو العمل (أو الشغل)الضائع، وعلى هذا الأساس يمكن كتابة المعادلة التي تعرف الإنتروبية بالطريقة التالية:
{\displaystyle dS={\frac {dQ}{T}}+{\frac {dW_{dissp}}{T}}}
من المعادلة نرى أن قيمة الإنتروبية تزداد إذا قمنا بتزويد النظام بالطاقة الحرارية أو تقل الإنتروبيا عند سحب حرارة منه. كما أنه مع تزايد قيمة الشغل الضائع تتزايد الإنتروبية (العمل الضائع دائما موجب). كما أنه يمكن أن نقرأ من هذه المعادلة أنه بالنسبة لنظام أدياباتي (أي لا يمكنه تبادل طاقة حرارية أو مادة مع المحيط) أو نظام مغلق (لا يتبادل طاقة حرارية ولا عمل مع المحيط) فإن الإنتروبية لا يمكنها إلا أن تزداد. حيث أنه مثلا لا يمكن لكوب معزول حراريا تحصل فيه عملية اختلاط غير قابلة للعكس بين سائلين إلا أن تزداد فيه الإنتروبية.
و تعتبر الإنتروبية متغير حر في الكمون الدينامي حراري مثل الضغط ودرجة الحرارة التي تصف الخواص المجهرية للنظام التي يمكن قياسها معمليا.
يوجد ارتباط مهم بين الإنتروبية ومقدار الطاقة الداخلية في النظام التي لا يمكن تحويلها لعمل. ففي أي عملية عندما يعطي النظام طاقة بمقدار ΔE، وتنخفض إنتروبيته بمقدار ΔS فإن مقدارا TR ΔS من هذه الطاقة على الأقل يذهب طبيعيا لمحيط النظام بشكل حرارة غير قابلة للاستعمال، وإلا فإن العملية لن تستمر. (TR هي حرارة المحيط الخارجي للنظام، الذي لا يمكن أن يكون بنفس درجة حرارة النظام T ).
سنة 1865 اقترح لودفيغ بولتزمان تعريفا آخرا للإنتروبيا طبقاً للترموديناميكا الإحصائية.. حسب بولتزمان تعتبر الإنتروبية مقياسا لاحتمال وجود حالة فزيائية معينة في نظام (احتمال وجود جسيمات النظام في مستوي طاقة معينة). وقد صاغ ذلك في القانون التالي:
{\displaystyle S=k.lnW}
حيث k هي ثابت بولتزمان وتساوي {\displaystyle 1,380662.10^{-23}J/K}،
W هي احتمال حدوث حالة ترموديناميكية.
و لفهم هذه المعادلة يمكننا تخيل نظام يتكون من جزيئين A وB وأن النظام يحتوي على 3 كوانتات من الطاقة فإن الحالة الترموديناميكية تتكون من موقع الجزيء في النظام ولنقل مثلا أنه هناك موقعين ممكنين مثلا كأن يكون الجزيء A في الموقع م1 وB في الموقع م2 أو العكس أي أن هناك احتمالين لموقع الجزيئات ثم هناك أربع احتمالات لتوزيع كوانتات الطاقة على الجزيئات (مما يعطينا في المجموع ثمانية حالات ترموديناميكية للنظام وإذا اعتبرنا أن جميع الحالات لها نفس احتمال الحدوث فإن قيمة الإنتروبية تعادل{\displaystyle S=kln({\frac {1}{8}})}
عامة يمكن اعتبار المعادلة التالية للإنتروبية:
{\displaystyle {\frac {dS}{dt}}={\frac {dS^{'}}{dt}}+{\frac {dS^{''}}{dt}}=({\frac {1}{T^{''}}}-{\frac {1}{T^{'}}}{\frac {dU^{''}}{dt}}+({\frac {p^{''}}{T^{''}}}-{\frac {p^{'}}{T^{'}}}{\frac {dV^{''}}{dt}}-\sum ({\frac {\mu _{i}^{''}}{T^{''}}}-{\frac {\mu _{i}^{'}}{T^{'}}}{\frac {dn_{i}^{''}}{)}}{dt}}
حيث {\displaystyle \mu _{i}} هو الكمون الكميائي، p الضغط، T الحرارة، n عدد مولات مادة معينة في النظام. وانطلاقا من هذه المعادلة يمكن أن نرى أن الإنتروبية مهمة جداً لتعريف مصطلح التوازن الترمودينامي. حيث أنه في حالة التوازن الترمودينامي والتي هي الحالة التي يتوق ويحاول أي نظام أن يصل إليها نجد أن القوى الترمودينامية قد اختفت (المعاملات بين القوسين في المعادلة أعلاه) أي أن يكون للنظام نفس الضغط كمحيطه ونفس درجة الحرارة ونفس الكمون الكميائي أو التركيز.
ولعل من المعادلات المهمة في سياق ذكر الأنتروبية ما يعرف بعلاقات ماكسويل:
{\displaystyle {\frac {\partial }{\partial x}}{\frac {\partial f}{\partial y}}={\frac {\partial }{\partial y}}{\frac {\partial f}{\partial x}}}
و التي يمكن أن نستنتج منها عدة علاقات أخرى مثل:
{\displaystyle -{\frac {\partial p}{\partial S}}={\frac {\partial T}{\partial V}}}

## الإنتروبيا والديناميكا الحرارية
تسمي عملية دورية مثالية يمكن عكسها بدون فقد للطاقة بسبب الاحتكاك دورة عكسية. وغالبا يبقي الانتروبيا ثابتا خلال تلك العملية، أي
{\displaystyle \Delta S=0}، ومثال على تلك العملية عملية الانضغاط والتمدد الأدياباتي في دورة كارنو. تتكون دورة كارنو من عدة عمليات من الانضغاط والتمدد متتالية تحدث جميعها عند ثبات الإنتروبيا، مثال عملي عليها دورة محرك احتراق داخلي مع ملاحظة أن دورة كارنو مثالية ولا تصل إليها كفاءة الدورات العملية.
نفترض عملية دورية: عند درجة حرارة {\displaystyle T_{\rm {h}}} تكتسب كمية حرارة مقدارها
{\displaystyle Q_{\rm {h}}} ثم تصدر كمية حرارة {\displaystyle Q_{\rm {l}}} عند درجة حرارة
{\displaystyle T_{\rm {l}}}، فيعتبر الإنتروبيا لم يتغير عندما يكون:
{\displaystyle \oint {\rm {dS}}=0};     oder   {\displaystyle {\frac {Q_{\rm {h}}}{T_{\rm {h}}}}={\frac {Q_{\rm {l}}}{T_{\rm {l}}}}\,,}
طالما كانت اكتساب الحرارة وإصدار الحرارة خلال العملية يمكن أن يتم عكسيا.
بذلك يمكن حساب القدرة العظمى لطاقة الدورة
{\displaystyle A=Q_{\rm {h}}-Q_{\rm {l}}} وبالتالي حساب الحد الأقصي للشغل.
{\displaystyle A=Q_{\rm {h}}{\frac {T_{\rm {h}}-T_{\rm {l}}}{T_{\rm {h}}}}\,.}

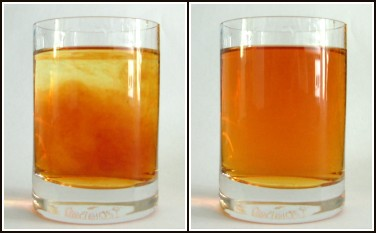
Mischungsentropie

يبين الكوب على اليسار اختلاط لون بني في الماء. يكون توزيع اللون في الماء أولا غير منتظما، وبعد انقضاء فترة زمنية نجد أن الماء يكتسب لونا متوزعا بالتساوي.
فيمكن اعتبار الإنتروبية مقياس لعدم التأكد، هو مقياس «لعدم الانتظام». فبينما يبدو المحلول في الكوب اليميني مخلوطا بعناية، يتضح أن توزيع حبيبات اللون فيه توزيعا عشوائيا، وهذا معناه أن إنتروبية النظام قد زادت عن إنتروبية السائل في الكوب اليساري. نجد في الكوب اليساري عدة مناطق يعلو فيها تركيز اللون في الماء وأخرى ذات تركيز أقل، بل نجد أيضا مناطق لم يصلها اللون بعد.
ويمكننا حساب الإنتروبية للمخلوط. وقد بين جوزيه غيبس أن الإنتروبية تزيد أيضا عند خلط الماء بالماء، وهذا ما يسمى تناقض جيبس.
فإن توزيع جزيئات اللون في البدء يكون أقل من توزيعها في ماء الكوب بأكمله، ذلك لأن جزيئات اللون تحتل أماكن قليلة في الماء. أما في الكوب اليميني فقد توزعت في كل ماء الكوب. لذلك تكون أنتروبية المحلول في الكوب اليميني أكبر. أي أن مع الوقت يصل توزيع جزيئات اللون في الماء توزيعا متساويا.
يبقي الانتروبيا تابتا لا يتغير عندما يمكن اتمام العملية بطريقة يمكن عكسها. ولكن تغير حالة نظام عمليا يكون دائما مصحوبا بفقد في الطاقة (مثل الاحتكاك) ولذلك تزيد خلالها إنتروبية النظام.
وليس من الممكن خفض كل الإنتروبية في نظام مغلق منعزل، ولكن يمكن أن خفض الإنتروبية في بعض أماكن النظام، بشرط زيادة الانتروبية في أماكن أخرى للنظام. مثال على ذلك التبلور ونشأة الحياة.

## مثال

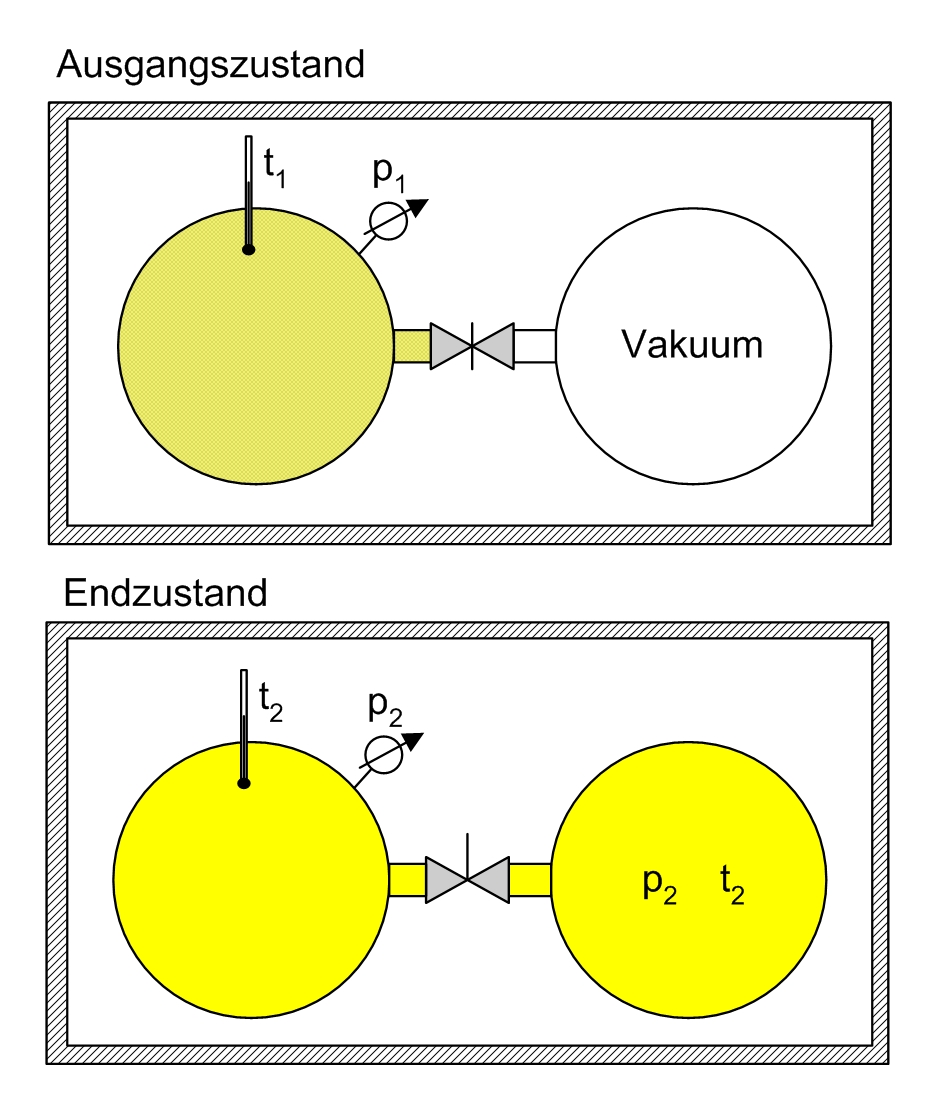
تجربة جاي لوزاك: قارورتان متصلتان بمحبس، أحدهما تحتوي على غاز والأخرى مفرغة. النظام معزول عن الخارج. بعد فتح المحبس يتوزع الغاز عند ضغط متساوي في القارورتين مع عدم اختلاف درجة الحرارة (درجة حرارة البدء t1 = درجة الحرارة النهاية). بالتالي يمكن القول بأنه نظرا لعدم تغير الطاقة الداخلية للنظام (النظام معزول) فتعتمد طاقة النظام على درجة الحرارة ولا تتغير باختلاف الضغط أو اختلاف الحجم.

### تجربة الانتشار لجاي لوزاك
في تجربة جاي لوزاك الموصفة في الشكل المجاور، ما هو التغير في مقدار إنتروبية النظام ؟ 
بما أن الإنتروبية هي أحد الصفات التي تصف حالة نظام معين فهي لا تتغير بتغير المسار. فبدلا من إزالة الحاجز يمكن أزاحة الحائل إلى اليمين حتى يشغل الغاز الحجم الكلي. فإذا اعتبرنا أزاحة قصيرة جدا، يزداد الحجم المشغول بالغاز بمقدار
{\displaystyle \mathrm {d} V},
ويزداد الإنتروبية بالمقدار:
{\displaystyle \mathrm {d} S=\delta Q/T}
وبحسب القانون الأول للديناميكا الحرارية
{\displaystyle \mathrm {d} U=\delta Q+\delta W}
ينتج مع أخذ {\displaystyle \mathrm {d} U=0} و{\displaystyle \delta W=-p\mathrm {d} V} في الاعتبار، حيث نقوم بتغيير الحجم فقط:
{\displaystyle \mathrm {d} S={\frac {p}{T}}\mathrm {d} V}
وينتج لحالة النظام عند اعتبار غاز مثالي (حيث N هو عدد ذرات الغاز):
{\displaystyle p={\frac {k_{\rm {B}}NT}{V}}}
وبالتالي:
{\displaystyle \mathrm {d} S={\frac {k_{\rm {B}}N}{V}}\mathrm {d} V}
وبإجراء التكامل على المعادلة نحصل على:
{\displaystyle \Delta S=\int _{S_{1}}^{S_{2}}\mathrm {d} S=\int _{V_{1}}^{V_{2}}{\frac {k_{\rm {B}}N}{V}}\mathrm {d} V=k_{\rm {B}}N\ln(V_{2}/V_{1})=k_{\rm {B}}N\ln 2\,.}
ونظرا لأخذنا في المثال أعلاه {\displaystyle N=47} من الذرات، نحصل على:
{\displaystyle \Delta S=47k_{\rm {B}}\ln 2=4{,}5\cdot 10^{-22}\;{\mbox{J/K}}}
نكون أكثر واقعية عندما نعتبر مثلا 1 مول من الغاز، أي يكون عدد الذرات كبيرا:
({\displaystyle N=N_{\rm {A}}=6{,}022\cdot 10^{23}})
بذلك نصل إلى الحل النهائي، أن:
{\displaystyle \Delta S=N_{\rm {A}}\cdot k_{\rm {B}}\ln 2=5{,}76\;{\mbox{J/K}}}

## تعيين الإنتروبيا
تعتبر إنتروبيا نظام ترموديناميكي من الكميات التي لا يمكن قياسها بسهولة. ولكن يمكن التغلب على ذلك عن طريق التوليف بين الطرق العملية والطرق النظرية، فنحصل على قيم للإنتروبيا قريبة من الحقيقة. فعند درجة حرارة منخفضة يبين لنا نموذج ديباي أن السعة الحرارية الذرية
Cv للمواد الصلبة تتناسب مع مكعب درجة الحرارة T3، وأنها تصل إلى الصفر عند درجة الصفر المطلق وذلك في حالة البلورة المنتظمة. ونستطيع قياس السعة الحرارية لمادة عمليا عند درجات حرارة مختلفة حتى درجات حرارة منخفضة جدا.
تعطي منحنيات بيانية قيم الحرارة النوعية Cp/T واعتمادها على درجة الحرارة T للمواد عندما تكون في نفس الطور. وتُمد البيانات المعينة عمليا عند درجات حرارة منخفضة إلى درجة الصفر المطلق باستخدام نموذج ديباي.
نرمز للإنتروبيا عند درجة الصفر المطلق بالرمز S0 وعندها تكون مساوية للصفر. ولتعيين الإنتروبيا عند درجة حرارة معينة نقوم بتعيين المساحة تحت منحنى الإنتروبيا الذي عيناه بين الصفر المطلق ودرجة الحرارة المطلوبة، فتكون مساوية لها. ومع أن نموذج ديباي يعطي Cv بدلا عن Cp,
فإن الفرق بينهما عند درجات حرارة قريبة من الصفر المطلق (0 كلفن) يكون صغيرا جدا ويمكن اهماله.
نرمز للقيمة المطلقة لإنتروبي مادة في حالتها القياسية عند درجة الحرارة المرجعية 298.15 كلفن (25 درجة مئوية) بالرمز S°298. ويزداد الإنتروبي بزيادة درجة الحرارة، ويختل بعض الشيء عند درجة تحول طوري. ويكون التغير في الإنتروبي (ΔS°) عند درجة تحول الطور العادية مساويا لحرارة التحول مقسومة على درجة حرارة التحول. وطبقا لتعريف النظام الدولي للوحدات يقاس الإنتروبي بوحدة جول/(مول.كلفن (أي جول/مول/كلفن).

## مثال حسابي
نفترض نظاما معزولا لا يتبادل طاقة أو كتلة مع الوسط المحيط، في مثل هذا الوسط من المستحيل أن ينخفض الإنتروبي. وليكن مثالنا عبارة عن 1 كيلوجرام من الماء عند درجة حرارة 10 مئوية، فيكون الإنتروبي له {\displaystyle S=151\ {\mbox{J/K}}},
وعند درجة حرارة 20 مئوية تكون إنتروبيته
{\displaystyle S=297\ {\mbox{J/K}}},
و عند 30 درجة مئوية تصبح إنتروبيته
C {\displaystyle S=437\ {\mbox{J/K}}}.
نقوم بإضافة 1 كيلوجرام ماء بارد، درجة حرارته 10 مئوية مع 1 كيلوجرام ماء دافيئ تبلغ درجة حرارته 30 مئوية، فيختلطان في الحال وينتج لدينا 2 كيلوجرام ماء تبلغ درجة حرارته 20 درجة مئوية. يحدث الخلط في التو والحال لأن الإنتروبي الابتدائي (151 + 437 = 588) كان أقل من الإنتروبي النهائي (297 + 297 = 594). ولا يمكن عكس تلك العملية لأن إنتروبي مخلوط الماء (2 كيلوجرام) الذي يبلغ 594 جول/كلفن لا بد وأن يهبط عند الفصل إلى 588 جول/كلفن، وهذا يتعارض مع القانون الثاني للديناميكا الحرارية.

## حساب الإنتروبي واستخدام الجداول
يمكن تعيين الإنتروبي المولي (إنتروبي 1 مول من المادة) Smol عند درجة حرارة معينة
T2 ضغط ثابت p باستحدام الحرارة النوعية المولية (cp(T وإجراء التكامل بين درجة الصفر المطلق ودرجة الحرارة T2:
{\displaystyle S_{\mathrm {mol} }=\int _{0}^{T2}}
{\displaystyle {\frac {c_{p}}{T}}\ dT=\int _{0}^{T2}c_{p}\ d(\ln T)}
حيث ln T اللوغاريتم الطبيعي لدرجة الحرارة.
تأتي إلى ذلك الإنتروبي مقدرا الإنتروبي إضافي في حالة تواجد تغير لطور المادة عن أي درجة حرارة بين الصفر المطلق ودرجة الحرارة النهائية (مثل إنتروبي تحول سائل إلى غاز أو إنتروبي عملية انصهار أو إنتروبي تبلور). وطبقا لماكس بلانك يكون إتنروبي مادة صلبة متبلورة نقية عند الصفر المطلق مساوية للصفر (وأما لمخلوط فيعتبر لها إنتروبي معين عند الصفر المطلق).
عند الظروف القياسية يوجد ما يسمى بالإنتروبي القياسي S0 للمادة. فمثلا عند درجة حرارة 25 درجة مئوية وضغط 1 ضغط جوي فقد حسبت إنتروبية المواد بالفعل وجدولت في جداول لتسهيل استخدامها. وطبقا للمعاملة الإحصائية فإن الحرارة النوعية للمادة ترتبط بإنتروبيته: أي أن حرارة نوعية عالية تعني أن جزيئ المادة يستطيع أن يخزن مقداراً كبيرا من الطاقة.
في تفاعل كهركيميائي نحصل على أنتروبي التفاعل ∆S من التغير في القوة الدافعة الكهربائية dE مع درجة الحرارة:
{\displaystyle \Delta S=z\cdot F\cdot {\bigg (}{\frac {dE}{dT}}{\bigg )}_{p}}
(حيث:z = عدد الشحنات على أيون و F = ثابت فاراداي).
- ونحصل على تغير الإنتروبي لمخلوط مثالي بواسطة الجزء المولي xi لكل من المواد الموجودة في المخلوط:

{\displaystyle \Delta S_{\mathrm {id} }\ =\ -R\cdot \sum _{i=1}^{k}x_{i}\cdot \ln x_{i}}
(بالنسبة إلى مخلوط حقيقي لا بد من إضافة جزء للإنتروبي يعود إلى قوي (تجاذب أو تنافر) قد تواجدت بين الجزيئات بعضها البعض أثناء الخلط).
- في حالة تكوّن جزيئات جديدة خلال تفاعل كيميائي فنجد أن إنتروبية النظام تصل إلى نهاية عظمي عند حالة التوازن، التي تحدث بين تركيز المواد الناتجة من التفاعل وتركيز المواد الداخلة في التفاعل.

ويمكن حساب ثابت التوازن K بواسطة تعيين الفروق في قيم الإنتروبي القياسي ∆S0 للمواد المشتركة في التفاعل:
{\displaystyle \ln K=-{\frac {\Delta H^{0}-T\cdot \Delta S^{0}}{RT}}}
وتعني ∆ التغير عن اكتمال التفاعل. وعن طريقها يمكننا معرفة عما إذا كان التفاعل سيحدث تلقائيا أم لا (مثل سريان تفاعل كيميائي، أو ذوبان مادتين، أو انتشار مادتين في مخلوط، أو سريان عملية أزموزية)، وتقدير شدة سريان العملية، والتي هي مقدار تزايد الإنتروبي الكلي بين الحالة الأولى وحالة التوازن. ويحدث تزايد الإنتروبي تلقائيا بسبب الحركة المستمرة للجزيئات.
وباختصار: يمكننا حساب الإنتروبي القياسي لكل مادة عن طريق حساب منحنى تغير الحرارة النوعية للمادة مع درجة الحرارة. وتمكننا معرفة قيم الإنتروبي المقيدة في الجداول الخاصة (بالإضافة إلى إنثالبي التفاعل) استنتاج ثابت معدل التفاعل.
- (انظر أيضا قواعد بيانات ترموديناميكية للمواد النقية)